# イギリス鉄道374形電車
374形（Class 374）は、イギリスとヨーロッパ大陸を結ぶ高速列車ユーロスターで運用される動力分散式の電車である。最高速度は320km/hで、「ユーロスターe320」の愛称がある。シーメンス製の高速電車「ヴェラロ」の規格を採用しており、英仏海峡トンネルを含むロンドン・パリ・ブリュッセル間に加えてオランダ、ドイツへの直通にも対応した設計となっている。2015年より既存のユーロスターの増発用として投入された。

## 設計
374形の設計はシーメンスがICE 3をベースに開発した高速鉄道車両「ヴェラロ」の一員であるヴェラロDが基になっており、英仏海峡トンネルを含めた国際列車に対応する設備を備えている。ドイツ鉄道もICEの一員としてヴェラロDをベースとした英仏海峡トンネル対応型の407形を投入している。
ユーロスター社は新型車両の投入に7億ポンドを投じ、入札の結果シーメンスへの発注が決定した。英仏海峡トンネルの安全基準に適合するため、編成は中間部で8両ユニット2本に分割可能な16両編成となった。TGVがベースの373形は両端に客室のない動力車を配置した準動力集中方式とされたが、374形は電動車と付随車を半数ずつとした動力分散方式が採用されている。

## 運用
ロンドンのセント・パンクラス駅を起点にパリ北駅、ブリュッセル南駅を結ぶ列車に投入されるほか、アムステルダム、フランクフルト、ケルンへの乗り入れも実施される予定である。このうちロンドンとアムステルダムを結ぶ列車の運行が2016年12月より開始された。
英仏海峡トンネルを通過する認可が降りたため、2015年11月20日より限定的に営業運転を開始した。アムステルダムへの運行は2016年12月から2017年初旬にずれ込んだ。

## アニメ作品への登場
「新幹線変形ロボ シンカリオン」 52話のワンシーンに登場した。しかし、製作陣がユーロスターイタリアと取り違えたためか、走行している地域がイタリアとして紹介されている。